# Wieliczki

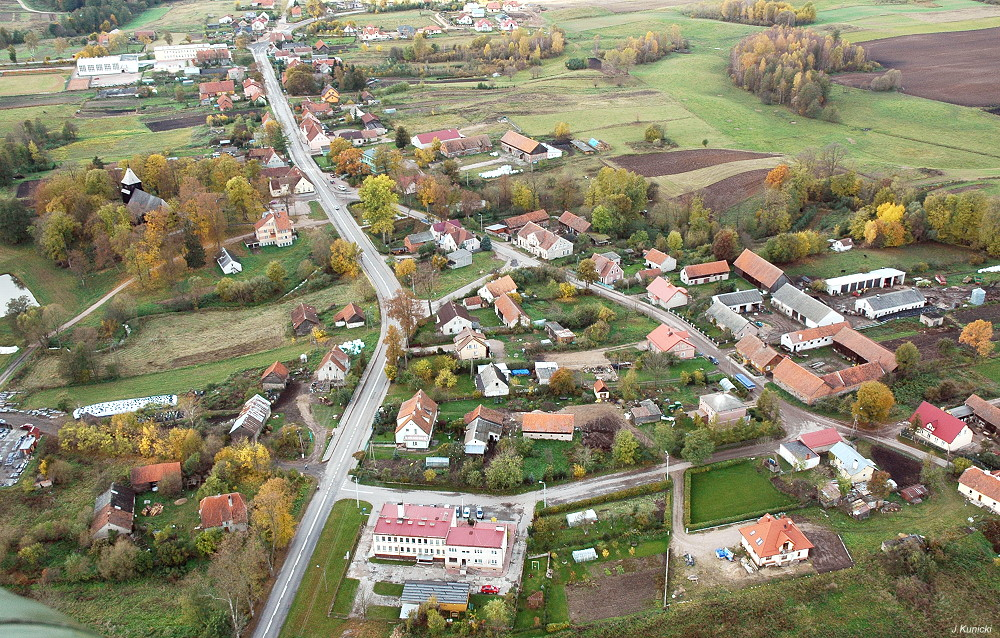
Wieliczki aus der Luft

Wieliczki (deutsch Wielitzken, 1938–1945 Wallenrode) ist ein Dorf im Powiat Olecki der Woiwodschaft Ermland-Masuren in Polen. Es ist Sitz der gleichnamigen Landgemeinde mit 3197 Einwohnern (Stand 31. Dezember 2020).

## Geographische Lage
Wieliczki liegt im Osten der Woiwodschaft Ermland-Masuren. Die Kreisstadt Olecko (Marggrabowa/Oletzko/Treuburg) ist sieben Kilometer in nordwestlicher Richtung entfernt und bis zur Grenze zur Woiwodschaft Podlachien (sie verläuft hier einen Kilometer weiter östlich als die frühere deutsch-polnische Staatsgrenze) sind es neun Kilometer in östlicher Richtung.

## Geschichte
Das kleine Dorf Welitzcken – um 1770 Wieleitzken und bis 1938 Wielitzken genannt – wurde im Jahre 1540 gegründet. Am 27. Mai 1874 wurde es Amtsdorf und damit Sitz und namensgebend für einen Amtsbezirk, der bis 1945 bestand und zum Kreis Oletzko (1933 bis 1945 Kreis Treuburg) im Regierungsbezirk Gumbinnen der preußischen Provinz Ostpreußen gehörte.
Wielitzken zählte im Jahre 1910 insgesamt 494 Einwohner, 1933 waren es bereits 616, 1939 noch 588 und 2006 sogar 730.
Aufgrund der Bestimmungen des Versailler Vertrags stimmte die Bevölkerung im Abstimmungsgebiet Allenstein, zu dem Wielitzken gehörte, am 11. Juli 1920 über die weitere staatliche Zugehörigkeit zu Ostpreußen (und damit zu Deutschland) oder den Anschluss an Polen ab. In Wielitzken stimmten 395 Einwohner für den Verbleib bei Ostpreußen, auf Polen entfiel keine Stimme.
Am 3. Juni (amtlich bestätigt am 16. Juli) des Jahres 1938 wurde Wielitzken aus politisch-ideologischen Gründen der Abwehr fremdländisch klingender Ortsnamen in „Wallenrode“ umbenannt.
Im Jahre 1945 kam das Dorf in Kriegsfolge mit dem gesamten südlichen Ostpreußen zu Polen und trägt seither die polnische Namensform „Wieliczki“. Heute ist der Ort Sitz eines Schulzenamtes (polnisch sołectwo) und auch Amtssitz der Landgemeinde Wieliczki, zu der der Ort auch selber gehört und der im Powiat Olecki liegt, bis 1998 der Woiwodschaft Suwałki, seitdem der Woiwodschaft Ermland-Masuren zugehörig.

### Amtsbezirk Wielitzken/Wallenrode (1874–1945)
Zum Amtsbezirk Wielitzken gehörten bei seiner Errichtung am 27. Mai 1874 fünf Dörfer. Weil der Bezirk von strukturellen Änderungen (nicht aber von Namensumbenennungen) verschont blieb, waren alle fünf Ortschaften auch noch am 1. Januar 1945 in den – am 13. September 1938 umbenannten – „Amtsbezirk Wallenrode“ eingegliedert:
| Name                             | Änderungsname 1938 bis 1945 | Polnischer Name |
| -------------------------------- | --------------------------- | --------------- |
| Niedzwetzken                     | (ab 1926:) Bärengrund       | Niedźwiedzken   |
| Seesken Ksp. Groß Czymochen/Reuß | Draheim                     | Szeszki         |
| Sobollen                         | Richtenberg (Kr. Treuburg)  | Sobole          |
| Wielitzken                       | Wallenrode                  | Wieliczki       |
| Willkassen                       |                             | Wilkasy         |

## Kirche

### Kirchengebäude

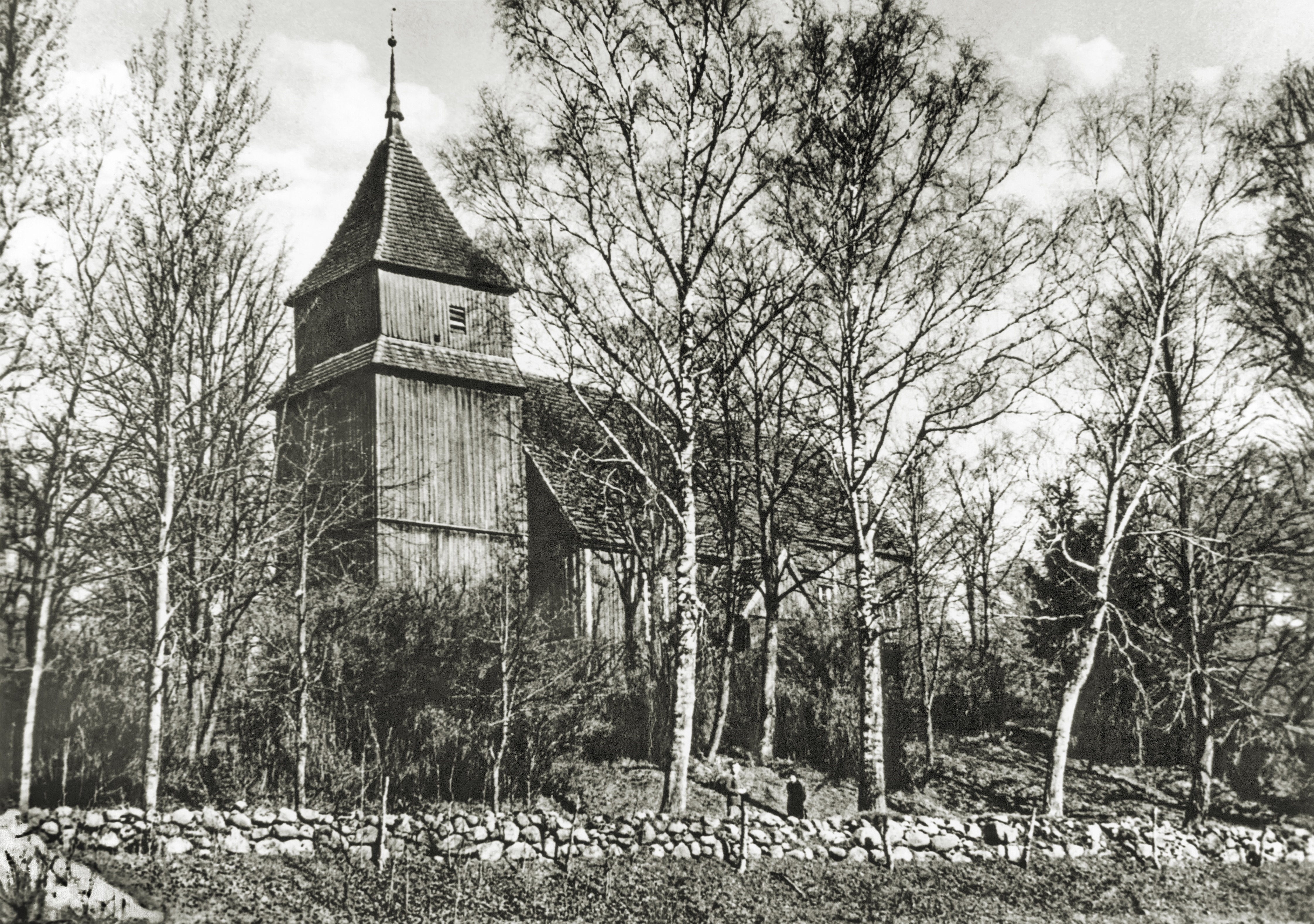
Die Kirche Wielitzken (Wallenrode)

In den Jahren 1674 bis 1676 wurde in Wielitzken eine Holzkirche gebaut, die auf einem Feldsteinfundament ruht und heute zu den wenigen  erhaltenen Kirchen dieser Bauart in Ostpreußen zählt. Den Westturm mit quadratischer Grundfläche errichtete man erst in den Jahren 1693/94. Im Innern befindet sich ein vom Bildhauer Schöbel aus Marggrabowa geschnitzter Altar aus dem beginnenden 18. Jahrhundert, ebenso eine verzierte Kanzel aus gleicher Zeit aber anderer Werkstatt.
Im Ersten Weltkrieg erlitt das Gotteshaus schwere Beschädigungen und wurde in den Jahren 1925 bis 1927 restauriert, wobei die Innenausmalung von Ernst Frey aus Berlin vorgenommen wurde. 270 Jahre war die Kirche ein evangelisches Gotteshaus. Seit 1946 wird sie für römisch-katholische Gottesdienste genutzt – als Pfarrkirche, die den Namen Kościół Narodzenia Najświętszej Maryi Panny (deutsch Mariä-Geburt-Kirche) trägt.

### Kirchengemeinde

#### Evangelisch
Bereits in vorreformatorischer Zeit war Wielitzken ein Kirchdorf. Die Reformation hielt hier bereits in der ersten Hälfte des 16. Jahrhunderts Einzug. Seit 1552 amtierten hier lutherische Geistliche. Im Jahre 1925 zählte das Kirchspiel Wielitzken 4008 Gemeindeglieder, die in mehr als zwanzig Ortschaften und Wohnplätzen lebten. Bis 1945 war die Pfarrei Wielitzken (Wallenrode) in den Kirchenkreis Oletzko/Treuburg in der Kirchenprovinz Ostpreußen der Kirche der Altpreußischen Union eingegliedert.
Flucht und Vertreibung der einheimischen Bevölkerung setzten dem Leben der evangelischen Gemeinde ein Ende. Heute leben nur vereinzelt evangelische Kirchenglieder in der Region Wieliczki. Sie orientieren sich zu den Pfarrkirchen in Ełk (Lyck) bzw. Suwałki, die beide in der Diözese Masuren der Evangelische-Augsburgischen Kirche in Polen gelegen sind.

#### Römisch-katholisch

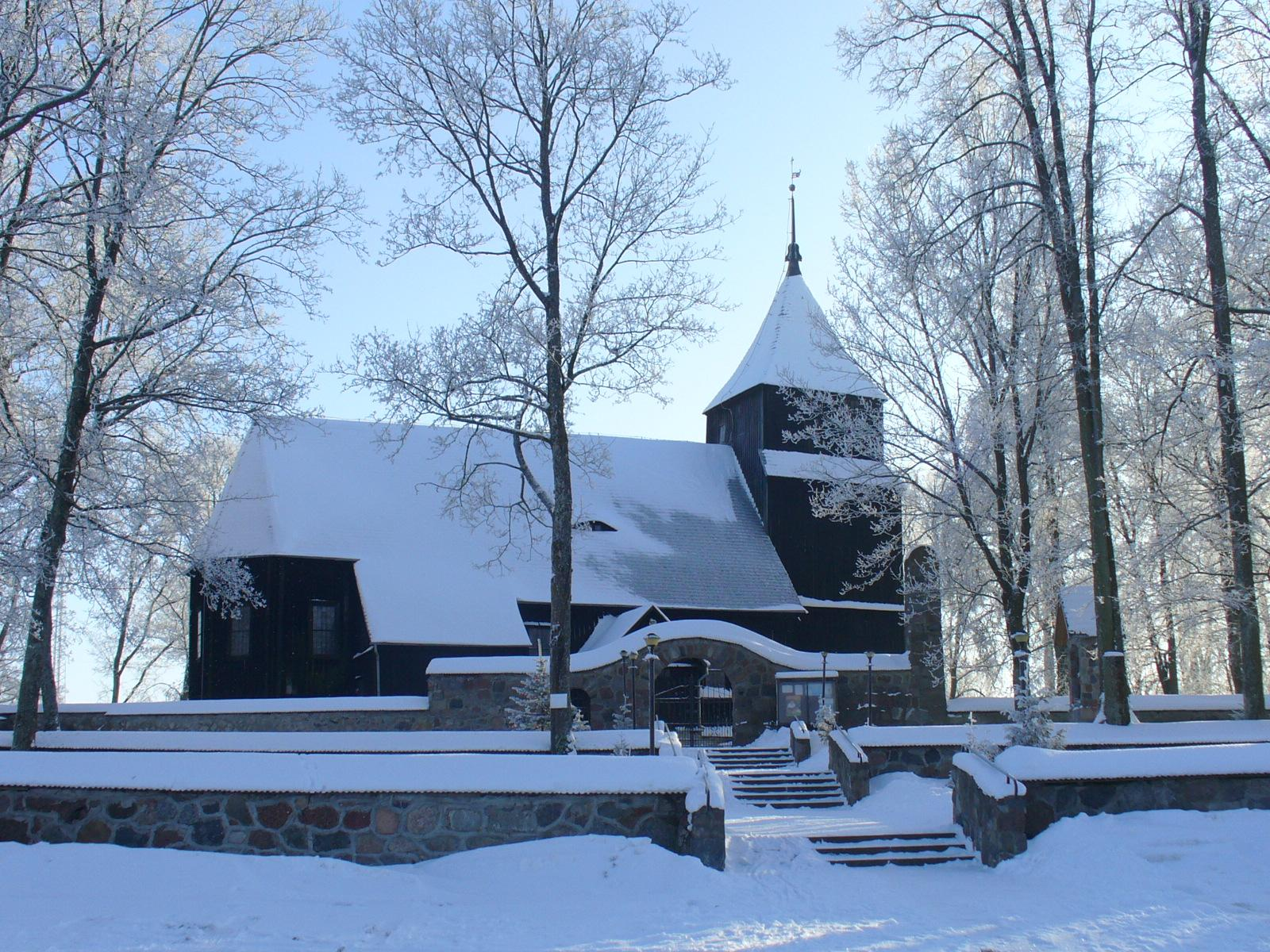
Die heutige Kirche Wieliczki im Winter

Vor 1945 lebten nur sehr wenige katholische Kirchenglieder in Wielitzken (Wallenrode) und Umgebung. Sie waren in die Pfarrkirche in Marggrabowa (Oletzko/Treuburg) im Bistum Ermland eingepfarrt.
Nach 1945 siedelten sich in Wieliczki viele polnische Bürger an, die fast ausnahmslos römisch-katholischer Konfession waren. Sie hielten in der bisher evangelischen Kirche ihre Messfeiern und errichteten 1956 hier eine Pfarrei. Sie ist in das Dekanat Olecko - św. Jana Apostoła im Bistum Ełk der Römisch-katholischen Kirche in Polen einbezogen.

## Ehrenfriedhof
In Wieliczki gibt es einen Soldatenfriedhof, der eine Ruhestätte für Gefallene aus den Jahren 1914 bis 1918 ist. Hier liegen zehn deutsche und 26 russische Soldaten begraben.

## Gemeinde
Zur Landgemeinde (gmina wiejska) Wieliczki mit einer Fläche von 141 km² gehören das Dorf selbst und 20 weitere Dörfer mit Schulzenämtern (sołectwa).

### Partnerschaften
Die Gmina Wieliczki pflegt eine Partnerschaft zur Gemeinde Mäetaguse in Estland.

## Verkehr

### Straße

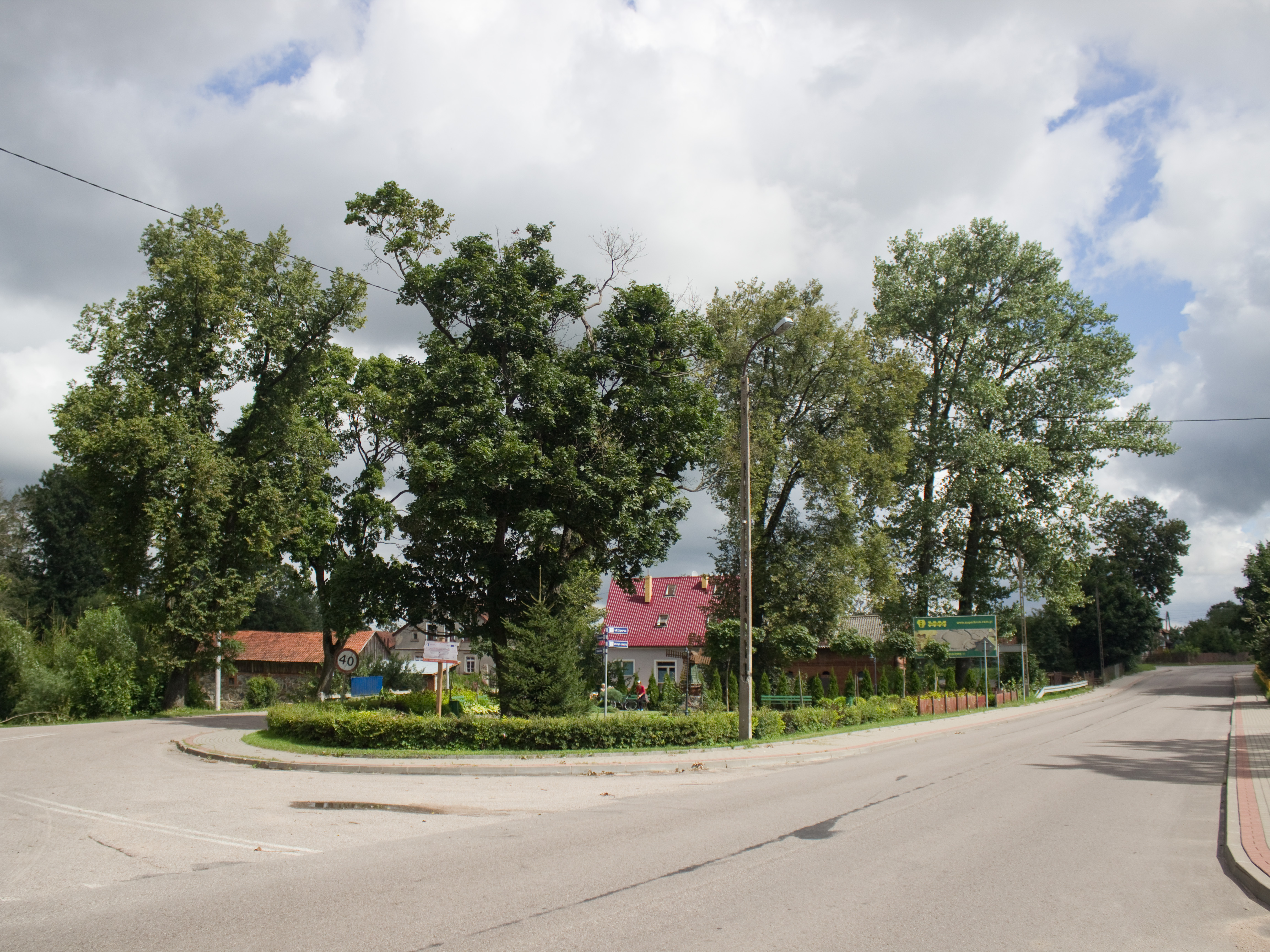
Die Ortseinfahrt der DW 655 (ul. Lipowa) in Wieliczki

Wieliczki liegt an der verkehrstechnisch bedeutenden Woiwodschaftsstraße DW655, die die beiden Woiwodschaften Ermland-Masuren und Podlachien mit den Regionen Giżycko (Lötzen), Olecko (Marggrabowa/Oletzko/Treuburg) und Suwałki verbindet. Außerdem verbinden Nebenstraßen den Ort mit dem Umland.

### Schienen
Wieliczki liegt mit der Bahnstation „Wieliczki Oleckie“ an der Bahnstrecke Olecko–Suwałki, die heute allerdings nicht mehr für den Personenverkehr und nur noch sporadisch im Güterverkehr befahren wird. Es bestehen jedoch Pläne zur Reaktivierung der Strecke.